# 桃花源小廚

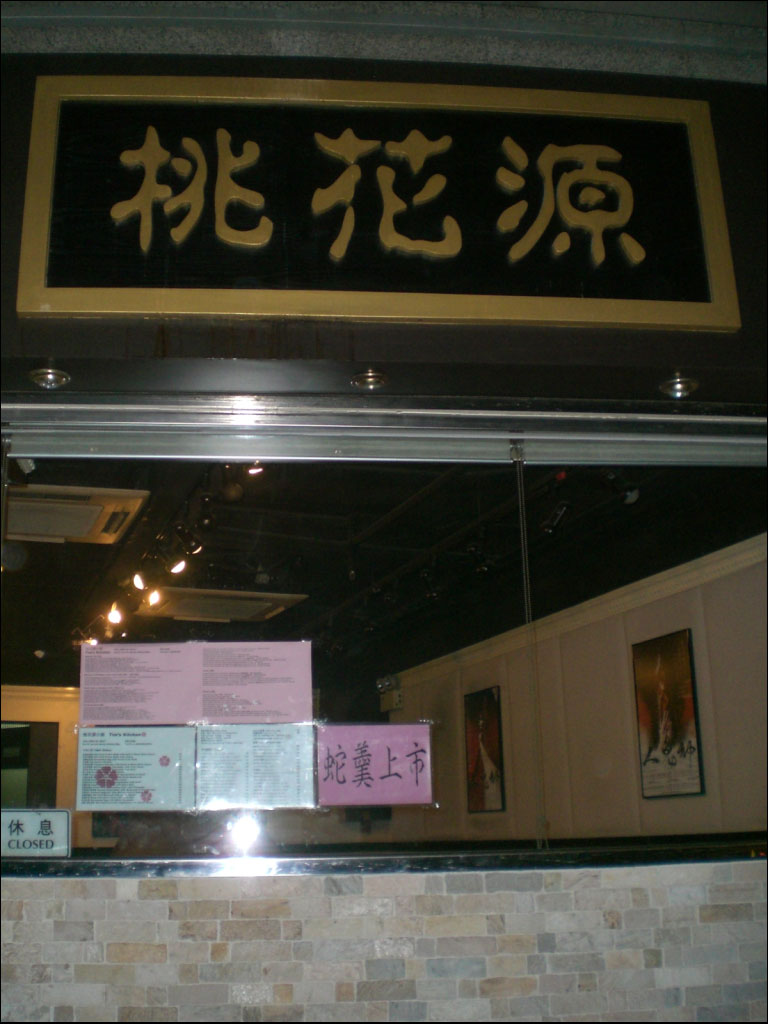
上環桃花源小廚

桃花源小廚（英文：Tim's Kitchen）是一所在2000年於香港開設的小店，於07年受葡京酒店老闆何鴻燊及梁安琪邀請而在該店開業至今。香港店在2008年出版的《米芝蓮指南》港澳版內獲得一星級評級（2009年出版的2010年米芝蓮指南更升級至二星級）、澳門店更成為唯一獲得二星評級的食肆，是唯一一所在兩地同時獲得二星級評級的食肆。著名菜式有「玻璃蝦球」及「冬瓜蟹箝」等，當中老闆兼主廚師承當年廣州太史家家廚——李才門下，因此此店亦以「太史五蛇羹」而聞名。

## 描述

### 香港店
位於上環文咸東街84-90號A店及1樓。據《米芝蓮指南》描述，食物用料新鮮，廚師黎姓，海鮮、湯羮、杏仁茶等值得推介，有「隱世的寶石」之美譽。不過，米芝蓮未有介紹桃花源小廚原來有魚翅供應。
桃花源小廚每星期只開6天，只做午餐和晚飯兩更，星期日休息。此店現在已經結業。

### 澳門店
澳門店位於澳門葡京酒店東翼F25號舖。於2008年出版的《米芝蓮指南》港澳版內獲得二星評級。此店已於2021年2月10日正式結業。

### 上海店
上海店位於上海市靜安區南京西路1266號恒隆廣場5樓506室

## 外部參考
- 開飯喇網：上環桃花源小廚 Tim's Kitchen （页面存档备份，存于）
- UFood介紹：桃花源小廚